# Gustav von Le Coq
Karl Emil Gustav Le Coq, ab 1838 von Le Coq, (* 27. August 1799 in Berlin; † 3. Januar 1880 ebenda) war ein preußischer Diplomat.

## Leben

### Herkunft
Seine Eltern waren der Legationsrat und Berliner Polizeipräsident Paul Ludwig Le Coq (1773–1824) und dessen Ehefrau Charlotte Elisabeth Lefevre (* 1766; † 4. Dezember 1840).

### Werdegang
Er studierte Rechtswissenschaften in Göttingen und Berlin. Anschließend absolvierte er den Vorbereitungsdienst für die Beschäftigung im preußischen Justiz- und Verwaltungsdienst. Im Jahr 1822 trat er in den diplomatischen Dienst ein und wurde Attaché bei der preußischen Gesandtschaft in Paris. Ein Jahr später war er Hilfsarbeiter im Ministerium für Auswärtige Angelegenheiten. Im Jahr 1831 wurde Le Coq zum wirklichen Legationsrat und zum vortragenden Rat ernannt. Vier Jahre später wurde er zum Geheimen Legationsrat ernannt. Er war 1834 und 1835 an Verhandlungen in Wien über die „revolutionären Umtriebe“ beteiligt. Im Jahr 1836 war er vertretungsweise Leiter der politischen Abteilung des Außenministeriums. 
1838 erhielt in Berlin die preußische Adelsbestätigung und die eigentliche Wappenbesserung erfolgte erst 1874 in Gastein.
Ab 1842 war er Gesandter in Konstantinopel. Zwischenzeitlich bezog er ab 1847 Wartegeld. Zwischen 1847 und 1854 gehörte Le Coq dem preußischen Staatsrat an. Ab 1850 war er zunächst kommissarisch und ab 1851 definitiv Unterstaatssekretär im Ministerium für Äußere Angelegenheiten. Nach seinem Ausscheiden bezog er 1854 erneut Wartegeld, ehe er 1857 preußischer Gesandter in Stockholm wurde. Im Rang eines wirklichen Geheimen Rates trat er 1859 in den Ruhestand. Er gehörte der ersten Kammer des preußischen Landtages und ab 1863 dem Preußischen Herrenhaus an.

### Familie
Er heiratete am 30. September 1834 Wilhelmine Susanne Charlotte Henriette Mertzdorff (* 25. Oktober 1810; † 16. Dezember 1843). Das Paar hatte mehrere Kinder:
- Karl Ludwig Adolf (* 1. November 1836; † 5. November 1892), Stadtgerichtsrat ⚭ 1868 Marie von Obstfelder (* 19. Februar 1841)
- Antoniette Magdalena Elisabeth (* 29. August 1838)
- Klara Anna Eugenie (* 27. Oktober 1841)
- Viktoria Konstanze Amalie (* 28. August 1843)